# أليخاندرو ألونسو نونيز
أليخاندرو ألونسو نونيز (بالإسبانية: Alejandro Alonso Núñez)‏ هو طبيب بيطري وسياسي إسباني، ولد في 20 أغسطس 1951 في فالديبيناياس في إسبانيا. حزبياً، نشط في حزب العمال الاشتراكي الإسباني. في الانتخابات العمومية الإسبانية 2008 ‏، انتخب عضو مجلس النواب الإسباني ‏ عن دائرة طليطلة ‏ خلال فترته النيابية ‏ (24 مارس 2008 – 13 ديسمبر 2011) وفي الانتخابات العمومية الإسبانية 2004 ‏، انتخب عضو مجلس النواب الإسباني ‏ عن دائرة طليطلة ‏ خلال فترته النيابية ‏ (29 مارس 2004 – 1 أبريل 2008).